# Армянское кладбище (Ростов-на-Дону)
Армя́нское кла́дбище — кладбище в Ростове-на-Дону, официальное название Пролетарское кладбище. Расположено в Пролетарском районе Ростова-на-Дону.

## История

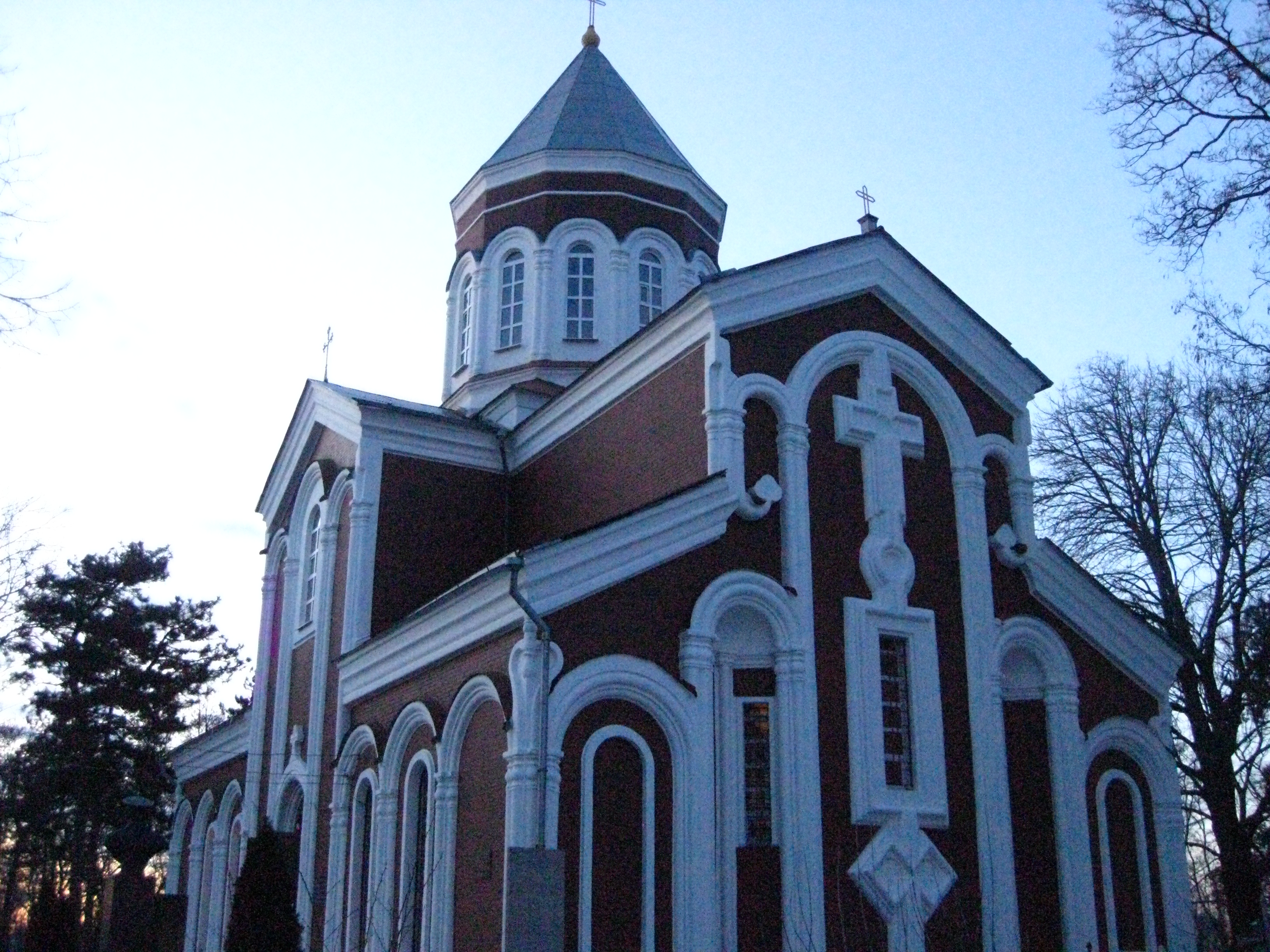
Церковь Святого Карапета

Было открыто в 1749 году, первоначально называлось Армянским, это название преобладает до сих пор. 
Площадь кладбища составляет примерно 14 гектар. Оно имеет регулярную планировку; центральные аллеи, проложенные от южных и западных его ворот, ведут к церкви Святого Карапета (Сурб-Карапет). Построенный в 1875 году, на сегодня является единственным сохранившимся в Ростове-на-Дону древнеармянским храмом. Около церкви похоронена Акулина Погосовна Аладжалова — благотворительница, на её средства был построен этот храм.
За многие годы существования кладбище подвергалось нападениям вандалов, из-за ненадлежащего ухода находилось в запущенном состоянии. В настоящее время ведётся реставрация сохранившихся памятников и приведение в порядок территории.
На Армянском кладбище находятся братские могилы воинов, погибших в годы Великой Отечественной войны, и установлен памятник с надписью «Слава героям, павшим в боях за свободу и независимость нашей Родины 1941-1945».
Интересно, что многие памятники на Армянском кладбище выполнены именитым итальянским скульптором Сельвестром Антонио Тонитто. Он жил в Ростове-на-Дону на улице Большой Садовой и был владельцем мастерской по изготовлению надгробных плит и памятников.

## Известные люди, похороненные на кладбище
См. Похороненные на Армянском кладбище